# آب‌منگل
محلهٔ آب‌مَنگُل یکی از محله‌های قدیمی تهران است که در شرق خیابان ری و شمال میدان قیام (شاه سابق) واقع شده است. این محله به‌دلیل نزدیکی به بازار تهران، محل سکونت برخی از بازاریان بوده و به‌عنوان محله‌ای نسبتاً مرفه شناخته می‌شد. نام این خیابان اکنون به خیابان شهید رضوی تغییر یافته‌ است.

## تاریخچه
نام "آب‌منگل" از ساختارهای آبی زیرزمینی به نام "منگل" یا "شترگلو" گرفته شده است که در گذشته برای عبور آب از زیر خندق‌ها و موانع شهری استفاده می‌شد. این ساختارها مجراهای نیم‌دایره‌ای بودند که آب را از زیر زمین عبور می‌دادند و در محل خروج آب، به آن "آب‌منگل" می‌گفتند. در لغتنامه دهخدا نیز ذیل مدخل منگل آمده است که : "منگل . [ م َ گ ُ ] (اِ) یا آب منگل . مظهر قنات ؛ یعنی آنجا که آب قنات بر روی زمین پیدا آید". طبق اسناد تاریخی، این محله یکی از منگُل‌های تهران بوده که مظهر برخی از قنوات بوده است.
یکی از نقاط برجستهٔ این محله، بستنی‌فروشی اکبر مشدی است که به‌عنوان نخستین بستنی‌فروشی سنتی ایران شناخته می‌شود. اکبر مشدی با افزودن موادی مانند سرشیر، گلاب و زعفران به بستنی، طعم منحصربه‌فردی ایجاد کرد که باعث شهرت او شد.
محلهٔ آب‌منگل همچنین به‌واسطهٔ فیلم سینمایی "قیصر" ساختهٔ مسعود کیمیایی در سال ۱۳۴۸ شهرت یافت. در این فیلم، شخصیت‌های منفی داستان با نام برادران آب‌منگل معرفی شدند که نام این محله را بیش از پیش بر سر زبان‌ها انداختند.
از دیگر مکان‌های تاریخی این محله می‌توان به حمام نواب اشاره کرد که در دوران قاجار ساخته شده و به‌عنوان لوکیشن فیلم "قیصر" نیز مورد استفاده قرار گرفته است.